# Villeblevin
Villeblevin ist eine französische Gemeinde mit 1813 Einwohnern (Stand 1. Januar 2022) im Département Yonne in der Region Bourgogne-Franche-Comté. Die Einwohner nennen sich Villeblevinois.

## Geografie
Die Gemeinde erstreckt sich vom linken Ufer des Flusses Yonne bis zu den ersten Ausläufern der Landschaft Gâtinais. Im Norden ist der Ort vom angeschwemmten Talboden der Yonne gekennzeichnet. Hier wurde in den letzten Jahrzehnten auf einer Fläche von ca. 50 Hektar Kies abgebaut. Davon blieben viele Gewässer zurück. Im Süden ist die Region hügelig und schließt auf einer Seehöhe von 170 m an das Gâtinais-Plateau an. Der Boden ist mergelig und enthält Feuersteine.

## Geschichte
Die älteste bekannte Name der Gemeinde war Ende des 11. Jahrhunderts Villapoplinam, Villablovinam oder Villablovanam. Der heutige Name hat sich im Laufe der Jahrhunderte entwickelt.
| Jahr      | 1962 | 1968 | 1975 | 1982  | 1990  | 1999  | 2007  | 2018  |
| --------- | ---- | ---- | ---- | ----- | ----- | ----- | ----- | ----- |
| Einwohner | 686  | 740  | 888  | 1.141 | 1.340 | 1.580 | 1.772 | 1.835 |

## Persönlichkeiten
- Albert Camus (1913–1960), Schriftsteller, Philosoph und Religionskritiker. Camus starb am 4. Januar 1960 in Villeblevin bei einem Autounfall auf der ehemaligen Route nationale 5.

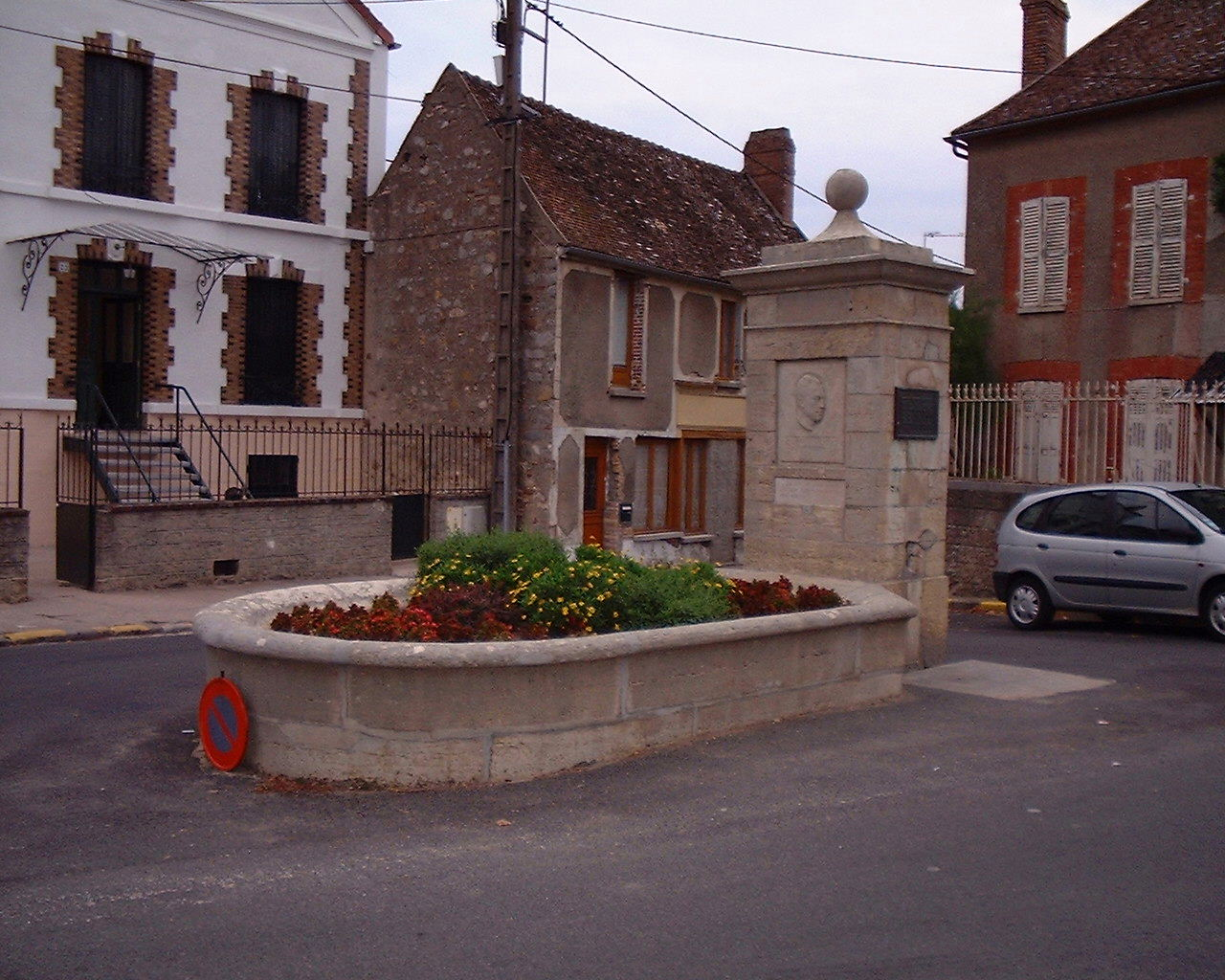
Camus-Denkmal
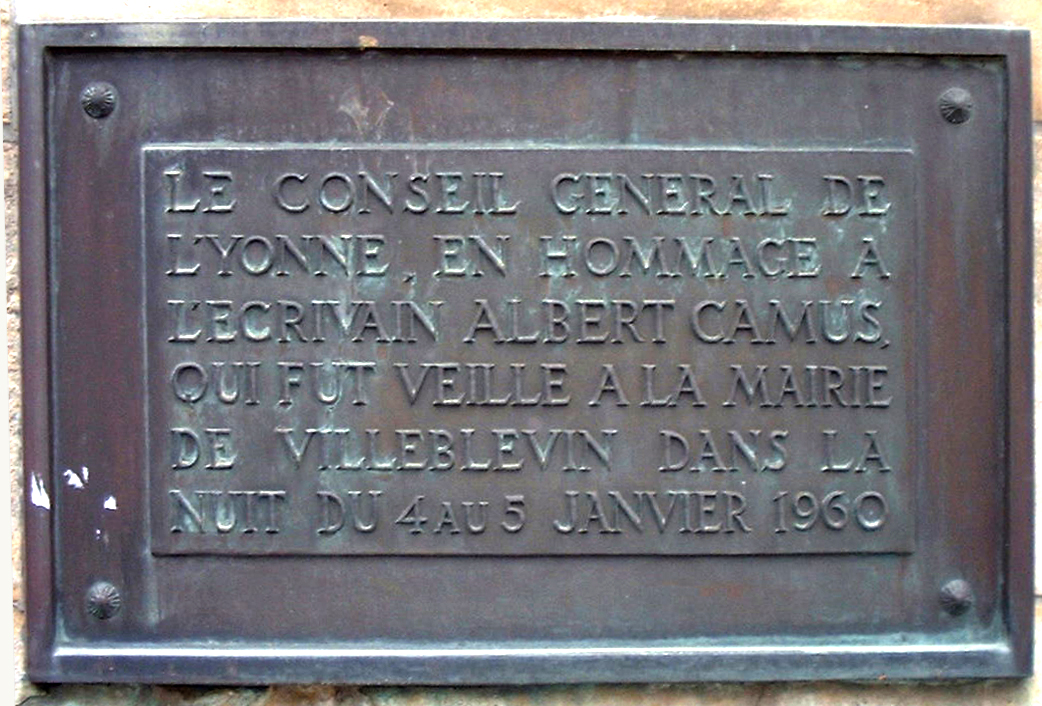
Schild des Camus-Denkmals

## Gemeindepartnerschaft
- Heidenburg in Deutschland